# Kleinsporig graspuntkogeltje
Het kleinsporig graspuntkogeltje (Mycosphaerella recutita) is een schimmel behorend tot de familie Mycosphaerellaceae. Deze biotrofe parasiet komt voor op stengels grassen. Hij is onder meer bekend van Dactylis, Deschampsia en Juncus.

## Kenmerken
Mycosphaerella recutita veroorzaakt vlekken op stengels. Het heeft verzonken pseudothecia die asci in facicles (bundels) heeft. De sporen zijn hyaliene, 1-septaat en meten 11-14 x 3-4 micron.

## Verspreiding
In Nederland komt het kleinsporig graspuntkogeltje uiterst zeldzaam voor.

̽